# Luis Mottura
Luigi Mottura (Turín; 22 de septiembre de 1901 - Buenos Aires; 1972), más conocido como Luis Mottura, fue un actor y director de cine, de televisión y de teatro que nació en Italia y realizó la mayor parte de su actividad profesional en Argentina, país donde se radicó.
Fue uno de los fundadores de la entidad Directores Argentinos Cinematográficos en 1958.

## Biografía
Llegó a Buenos Aires como galán del elenco de Ruggero Ruggeri en 1930 y a partir de 1939 se radicó en el país y comenzó una actividad continuada en el teatro dirigiendo un amplio repertorio contemporáneo así como a los artistas más consagrados: a la Compañía Argentina de Comedias del Odeón en Liolá; a Mecha Ortiz en Compañeros de colegio y Romance; a Catalina Bárcena en Cero en amor; a Esteban Serrador en Sexto piso; a Pepe Arias en Rodríguez Supernumerario, Bourrechón y Un golpe de viento. Sabía descubrir nuevos valores y así lo hizo con Enrique Fava, Susana Mara, Fernando Siro, Juan Carlos Galván, Juan Carlos Palma, Juan José Edelman y Carlos Carella. 
Tuvo a su cargo el montaje de espectáculos traídos por la compañía italiana Le maschere, dirigió a la compañía italiana Dramma e Commedia en el siglo del Teatro Astral en 1953, a la Compañía Mecha Ortiz-Santiago Gómez Cou en 1957, a la compañía de Arturo García Buhr en 1958 y a la compañía Ángel Magaña en 1959. Entre 1956 y 1958 montó espectáculos de gran importancia como Horas desesperadas y Proceso a Jesús, La mentirosa, con comentarios musicales de Donato Tramontano y escenografía de Mario Vanarelli; Vigilia de armas, Ardele y Réquiem para una mujer. 
Sus tres trabajos más importantes además de Proceso a Jesús fueron Filomena Marturano, ¿Quién le teme a Virginia Woolf? y Rinoceronte en el Teatro General San Martín en 1963. El mismo año dirigió en Chubut a la compañía María Rosa Gallo-Enrique Fava con obras de autores latinoamericanos.
En cine dirigió varias películas especialmente con Mecha Ortiz, algunas estimables como La dama del collar, Bendita seas y Filomena Marturano. 
Con María Luz Regás, autora y traductora constituyeron el binomio promotor de más fecunda acción de las últimas décadas al convertir la sala del Teatro Regina en uno de los centros escénicos más interesantes de la ciudad.
En 1920, en Italia, antes de emigrar a Argentina, Mottura tenía una hija de la gran actriz italiana Paola Pezzaglia.

## Filmografía
Director
- Bendita seas (1956)
- El mal amor (1955)
- Mi hermano Esopo (Historia de un Mateo)  (1952)
- Una noche cualquiera (1951)
- Filomena Marturano (1950)
- La dama del collar (1947)
- Vacaciones (1947)
- Treinta segundos de amor (1947)
- Un beso en la nuca (1946)
- Rigoberto (1945)
- Punto negro (1943)

Intérprete
- Los evadidos (1964) …Don Florencio
- La murga (1963)

## Televisión
- La esposa constante (1959) Serie
- Un tranvía llamado Deseo (1956)
- El mar profundo y azul (1956)